# Město Touškov
Město Touškov (deutsch Tuschkau Stadt) ist eine Stadt im Okres Plzeň-sever in Tschechien.

## Geographie

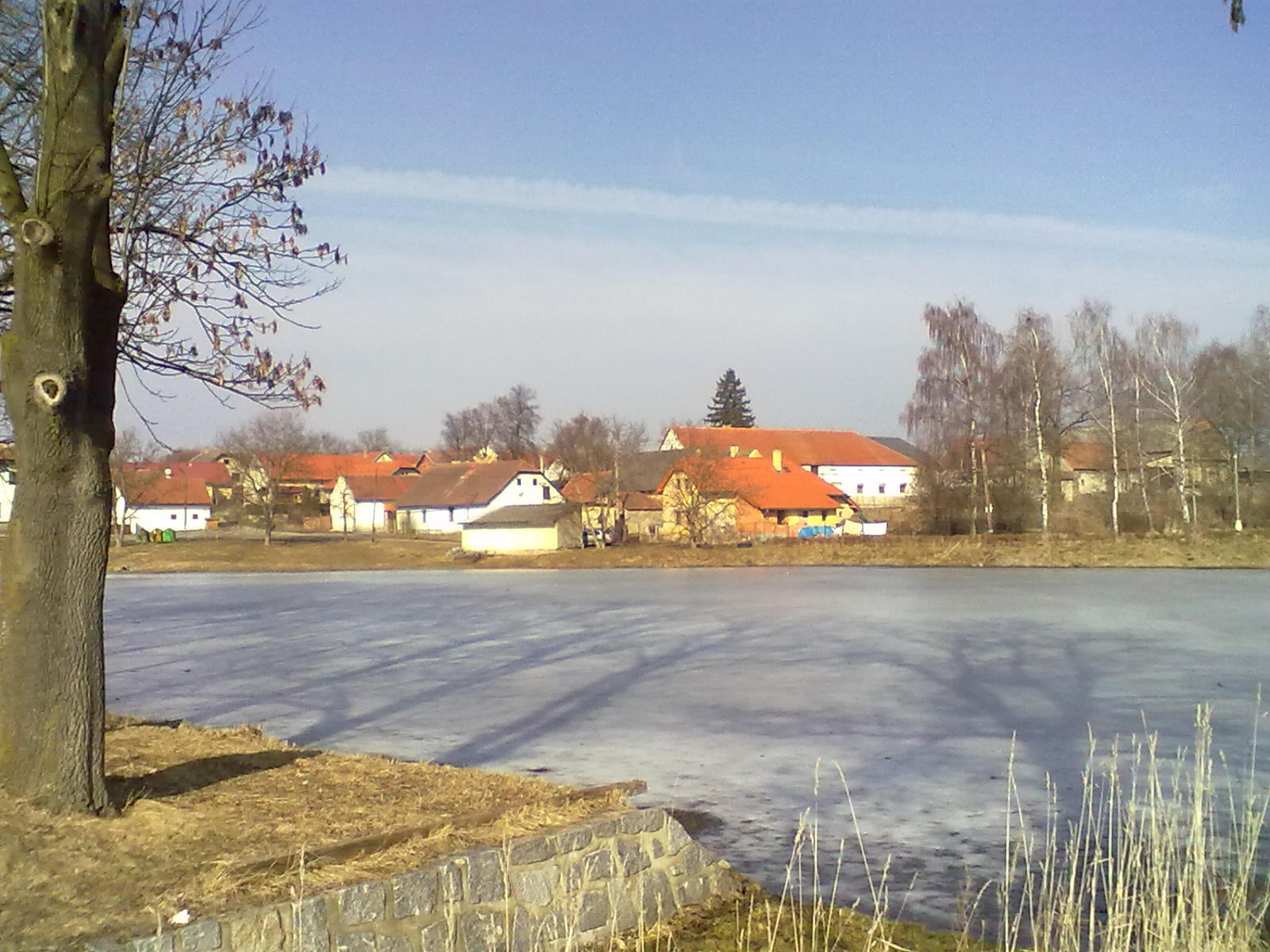
Häuser der Stadt am Ufer der Mies

Die Stadt liegt in Westböhmen am Westrand des Pilsener Beckens, am linken Ufer der Mies, zehn Kilometer nordwestlich von Pilsen. Nordöstlich der Stadt befindet sich die Burgruine Komberk.
Durch Město Touškov führt die Staatsstraße 180 von Kozolupy zur Europastraße 49 bei Nová Hospoda.
Nachbarorte sind Čeminy im Norden, Kůští und Komberk im Nordosten, Dolní Vlkýš und Malesice im Osten, Křimice und Vochov im Südosten, Kozolupy und Bdeněves im Süden, Dobronice im Westen, sowie Újezd nade Mží im Nordwesten.

## Geschichte

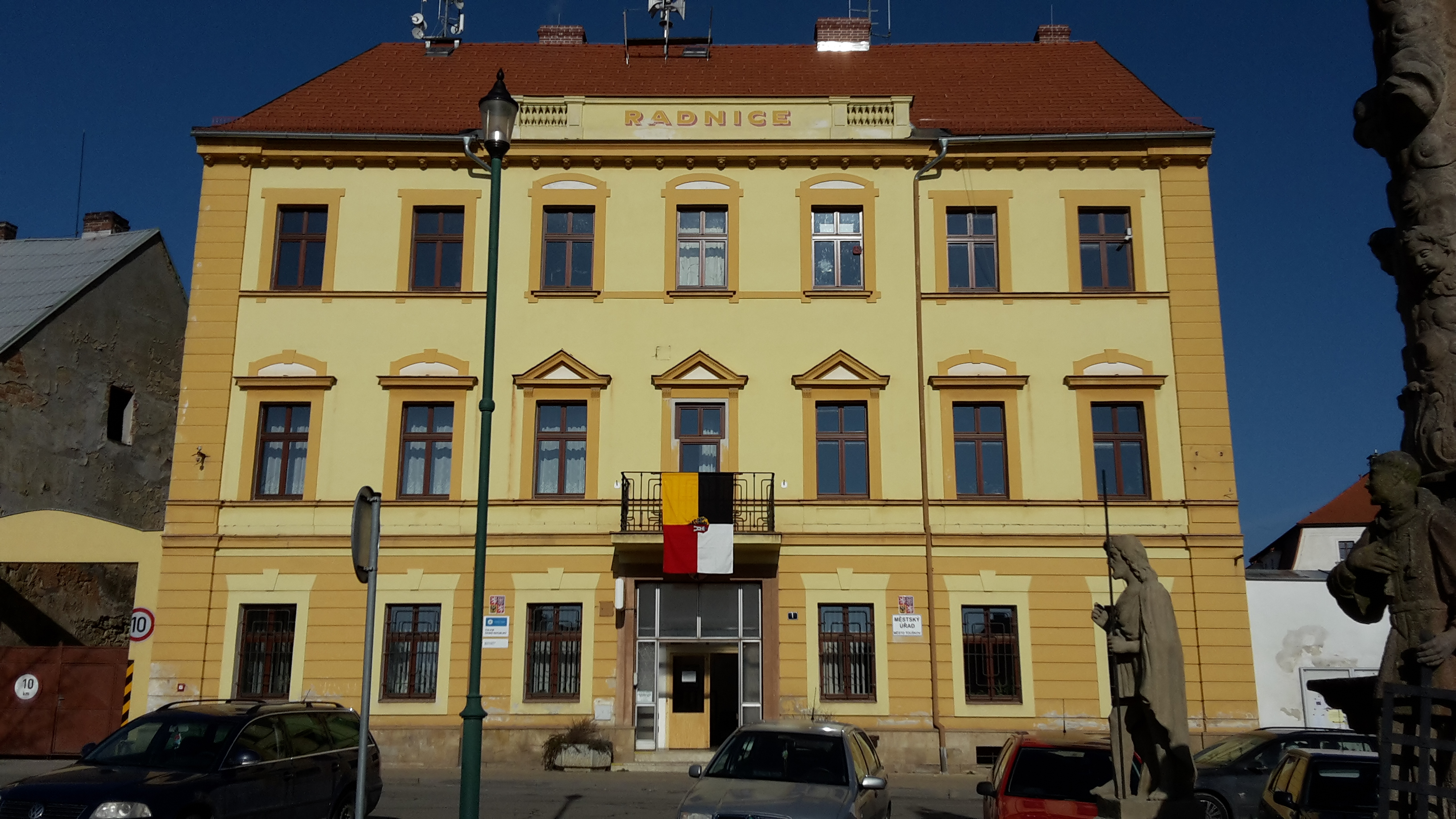
Rathaus

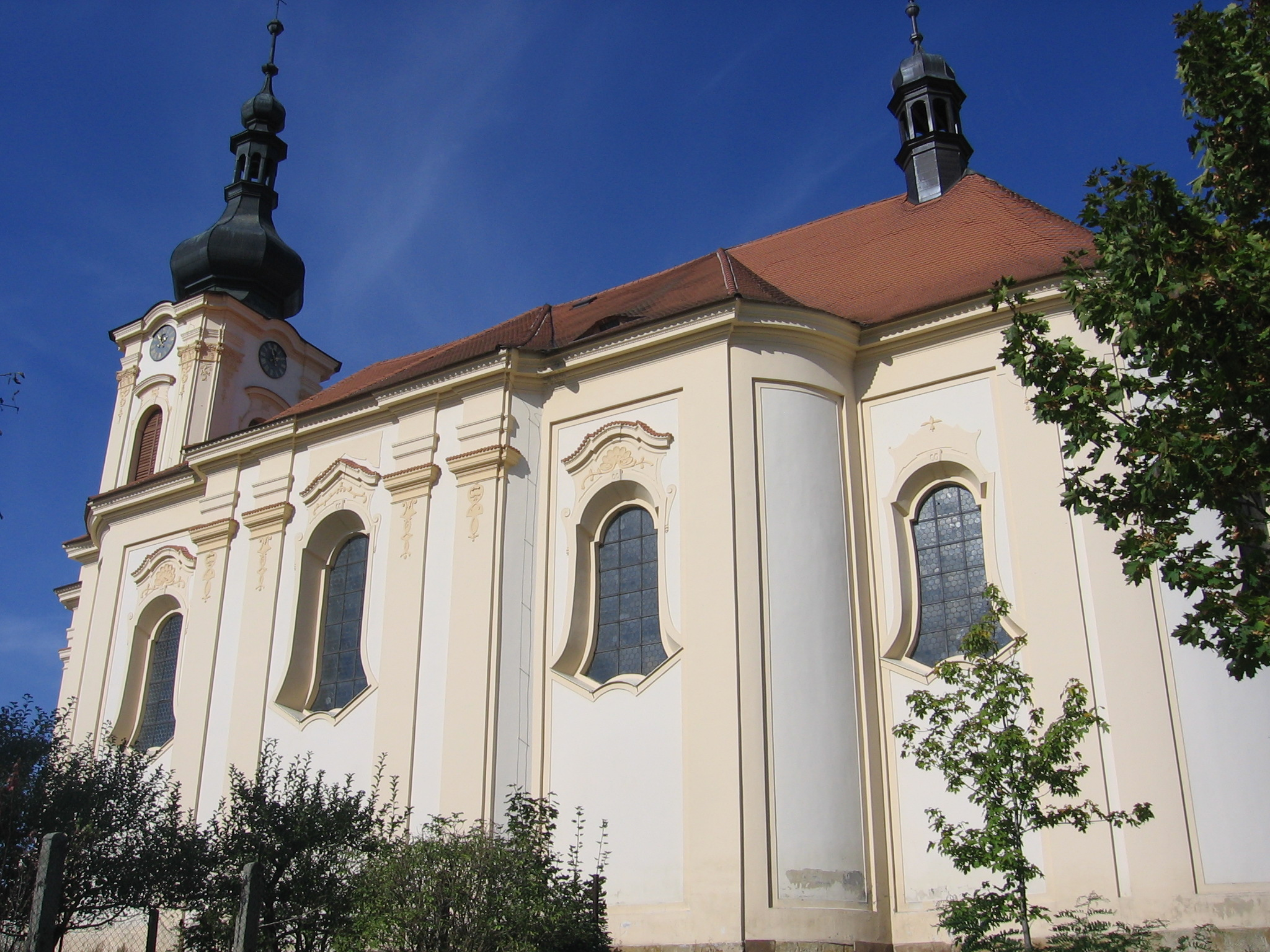
Kirche St. Johannes der Täufer

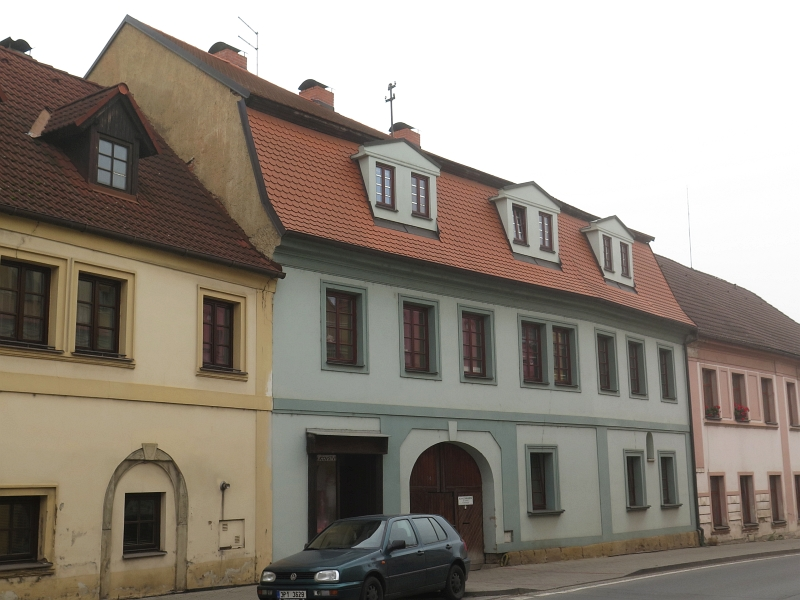
Straßenzug mit Wohnhäusern

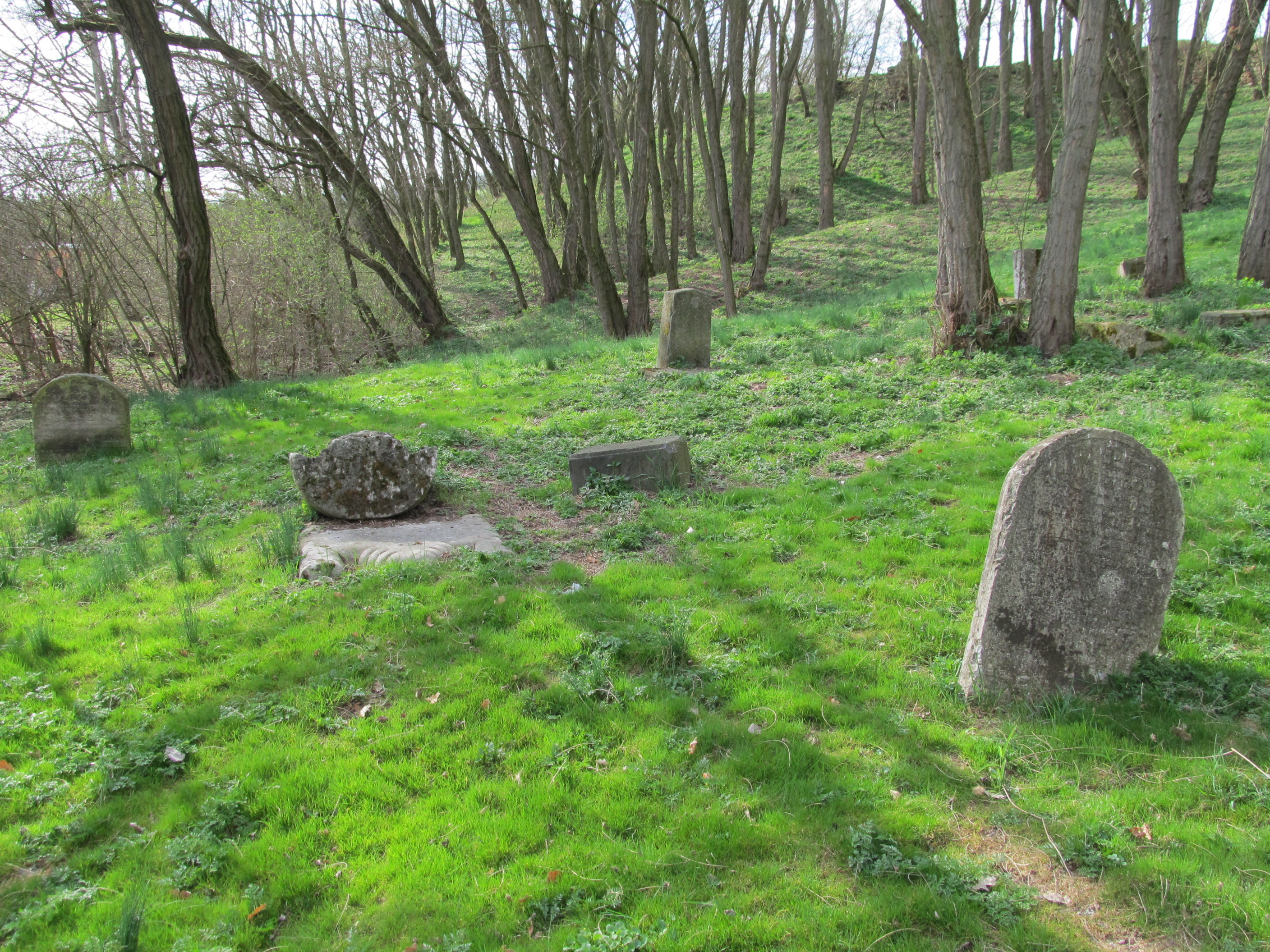
Grabsteine auf dem ehemaligen jüdischen Friedhof

Die erste urkundliche Erwähnung von Tuschkau als Besitz des Klosters Kladrau aus dem Jahre 1115 hat sich als nachträgliche Fälschung des Klosters erwiesen. Das Dorf entstand am alten Handelsweg von Prag nach Nürnberg und wurde vom Kladrauer Abt Rainer erst 1243 von einem Ritter Dřizislav erworben. Im Ort befand sich bereits 1383 eine Pfarrkirche, die heutige Pfarrkirche St. Johannes der Täufer wurde jedoch erst um 1765 durch die Benediktiner des Klosters Kladrau erbaut. 1543 wurde Tuschkau durch Ferdinand I. zur Stadt erhoben.
Im 19. Jahrhundert wurde Tuschkau Sitz eines Bezirksgerichts und erhielt einen Eisenbahn-Anschluss an die Staatsbahnlinie Wien – Gmünd – Eger mit einem Bahnhof in Tuschkau-Kosolup. Am Anfang des 20. Jahrhunderts hatte der landwirtschaftlich geprägte Ort eine Bierbrauerei, Handschuhfabrikation und eine Mühle.
Um Verwechslungen mit dem bei der Stadt liegenden Dorf Tuschkau entgegenzuwirken, das im Jahr 1900 486 deutsche Einwohner hatte, wurde für die Stadt in neuerer Zeit der Ortsname Tuschkau Stadt gebräuchlich, für das Dorf der Ortsname Tuschkau Dorf.
Nach dem Ersten Weltkrieg wurde die Region mit der Ortschaft Tuschkau Stadt 1919 der neu geschaffenen Tschechoslowakei zugeschlagen. Aufgrund des Münchner Abkommens kam der Ort 1938 zum Deutschen Reich und gehörte bis 1945 zum Landkreis Mies, Regierungsbezirk Eger, im Reichsgau Sudetenland. Nach dem Ende des Zweiten Weltkriegs wurden die deutschsprachigen Einwohner von Tuschkau größtenteils enteignet und vertrieben.

### Demographie
Bis 1945 war Tuschkau überwiegend von Deutschböhmen besiedelt, die vertrieben wurden.
| Jahr | Einwohner | Anmerkungen                                                                |
| ---- | --------- | -------------------------------------------------------------------------- |
| 1785 | 0 k. A.   | 98 Häuser                                                                  |
| 1830 | 0900      | in 120 Häusern                                                             |
| 1837 | 0954      | in 122 Häusern, darunter sechs von neun jüdischen Familien bewohnte Häuser |
| 1900 | 1358      | deutsche Einwohner                                                         |
| 1921 | 1472      | davon 1283 deutsche Einwohner                                              |
| 1930 | 1914      | [ 7 ]                                                                      |
| 1939 | 1753      | [ 7 ]                                                                      |

| Jahr      | 1950 | 1961 | 1970 | 1980 | 1991 | 2001 | 2011 |
| --------- | ---- | ---- | ---- | ---- | ---- | ---- | ---- |
| Einwohner | 1473 | 1672 | 1495 | 1657 | 1641 | 1712 | 2077 |

## Ortsgliederung
Zu Město Touškov gehört der Ortsteil Kůští (Kuscht).

## Sehenswürdigkeiten
- Kirche Johannes des Täufers, erbaut 1777–1778 von Anton Haffenecker
- Friedhofskapelle der Kreuzerhöhung mit Familiengruft von Starck. Von 1900 bis 1904 war auch Anton Schobloch dort beigesetzt.

## Söhne und Töchter der Stadt
- Simon von Lämel (1766–1845), jüdisch-österreichischer Großhändler und Bankier
- Josef Schiller (1873–1929), österreichisch-tschechoslowakischer Gewerkschafter und Politiker
- Michael Stark (1877–1953), österreichischer Geologe
- Richard Fleißner (1903–1989), Maler und Graphiker